# Вокзал Уотерфронт

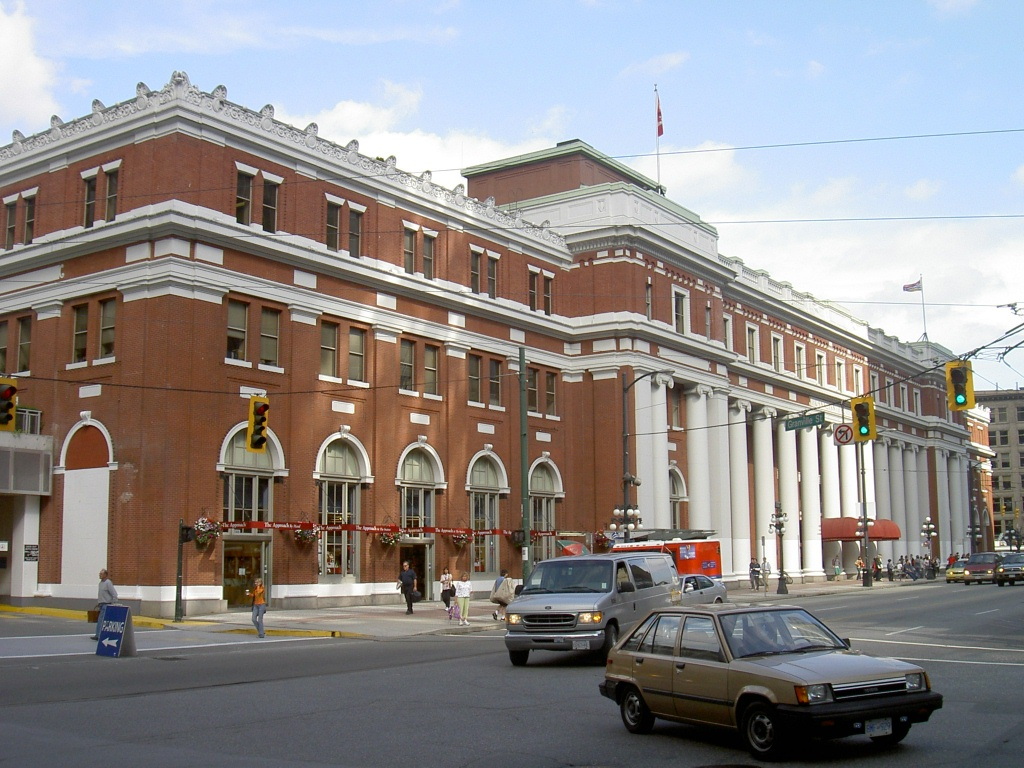
Здание вокзала Уотерфронт

Вокзал Уотерфронт (Waterfront Station) — в прошлом главный железнодорожный вокзал, а ныне крупнейший мультимодальный терминал общественного транспорта в канадском городе Ванкувере, включающий в себя три станции лёгкого метро SkyTrain, станцию поездов пригородного сообщения, терминал пассажирского парома SeaBus.

## Расположение
Вокзал Уотерфронт расположен в даунтауне Ванкувера, на южном берегу залива Беррард, на северном конце улицы Granville Street и в месте её пересечения с улицей West Cordova Street.

## История
Вокзал был построен в 1914 году в рамках развития Канадской тихоокеанской железной дороги, и долгое время был конечной её точкой для трансконтинентальных пассажирских поездов из Монреаля и Торонто. 
В конце 70-х годов XX века в транспортной отрасли Канады была произведена серьезная реформа. Все пассажирские железнодорожные перевозки в стране были переданы вновь образованной государственной корпорации VIA Rail. После этого было принято решение отказаться от использования Waterfront Station в качестве главного вокзала Ванкувера в пользу Pacific Central Station. Последний поезд дальнего следования ушёл с Уотерфронт 27 октября 1979 года.
Трансформация вокзала Уотерфронт в мультимодальный терминал общественного транспорта началась в 1977 году, когда начал функционировать паром SeaBus, связывающий даунтаун Ванкувера с Норт-Ванкувером. Специально для него был построен причал, связанный с главным зданием вокзала надземным переходом через железнодорожные пути.
В начале 80-х годов в Ванкувере началось строительство лёгкого метро SkyTrain. На вокзале Уотерфронт была построена платформа конечной станции первой его линии Expo Line. Открытие станции и движение поездов началось 11 декабря 1985 года.

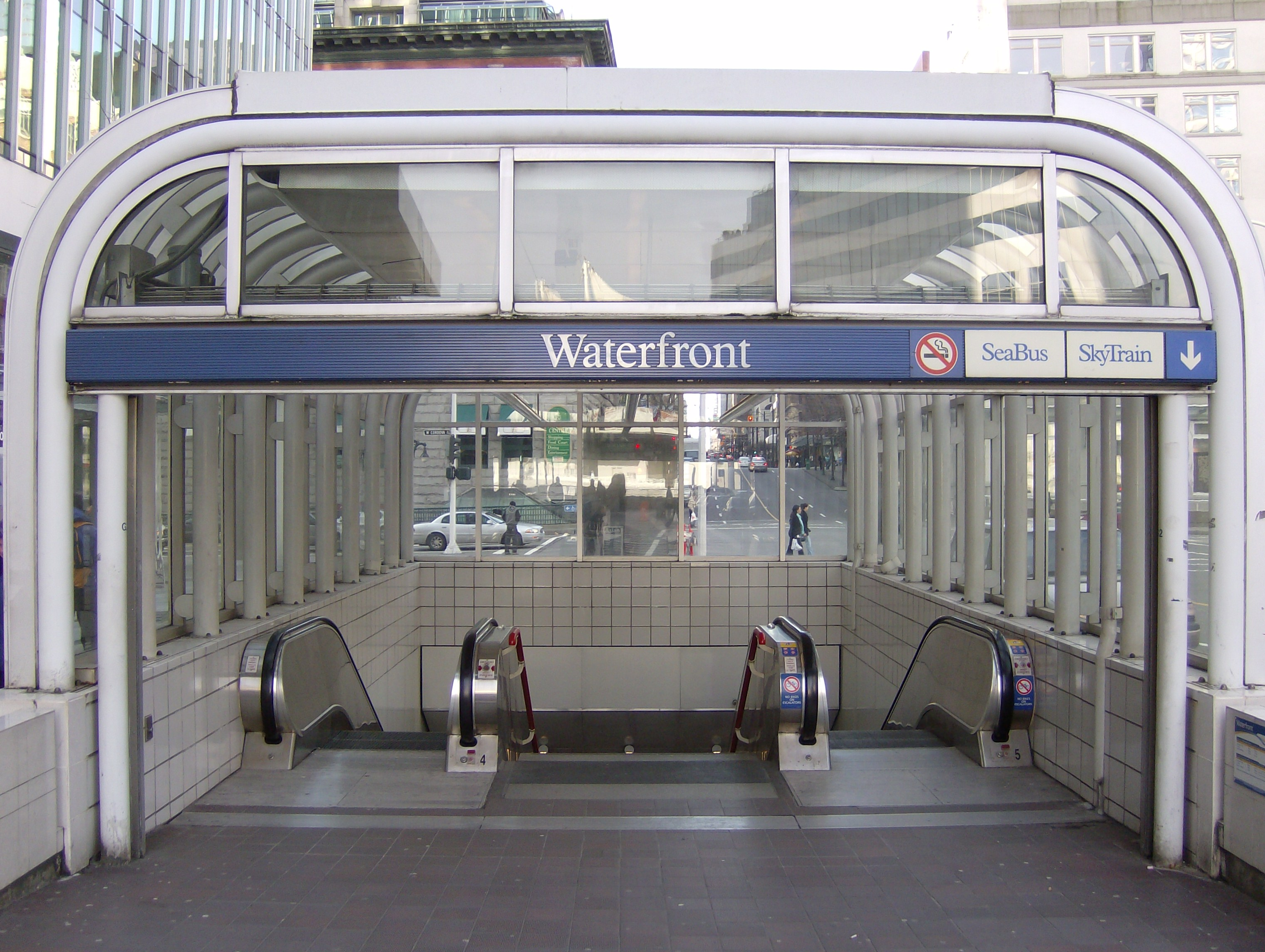
Вход на станцию Уотерфронт линии Expo Line

В 1995 году на месте старых железнодорожных платформ были построены платформы для запускаемой пригородной железнодорожной линии West Coast Express, с удобными переходами к станции SkyTrain. В 2002 году начали работу поезда второй линии метро Millenium Line (по тем же путям, что и поезда Expo Line). В 2009 году была запущена третья линия метро Canada Line, также со станцией Waterfront в качестве конечного пункта. Для неё была построена отдельная платформа.
В настоящее время вокзал Уотерфронт является единым терминалом для всех трёх существующих в Ванкувере линий SkyTrain. Поезда всех трёх линий уходят и возвращаются на Уотерфронт по подземным тоннелям.